# Main Group Metal Chemistry
Main Group Metal Chemistry (abrégé en Main Group Met. Chem.) est une revue scientifique à comité de lecture. Ce journal mensuel inclut des articles de recherches originales dans le domaine de la chimie des métaux.
D'après le Journal Citation Reports, le facteur d'impact de ce journal était de 0,561 en 2014.